# Arctognathus
Arctognathus é um género extinto de Therapsida existente durante o Permiano. Era carnívoro e se alimentava de herbívoros terapsídeos.